# Célestin Gaombalet
Célestin Gaombalet (Grimari, 1 de enero de 1942-Agen, 19 de diciembre de 2017) fue un político centroafricano, que se desempeñó como primer ministro entre 2003 y 2005, y como presidente de la Asamblea Nacional de la República Centroafricana de 2005 a 2013.

## Carrera
Comenzó a trabajar para la Unión Aduanera y Económica de África Central (predecesora de la Comunidad Económica de los Estados de África Central) en la década de 1970. Luego se convirtió en director general del Union Bank en República Centroafricana, ubicado en Bangui, antes de ser destituido por el presidente André Kolingba en 1981. Kolingba trasladó a Gaombalet a un puesto en el Banco de los Estados de África Central en Brazzaville. A principios de la década de 1990, regresó a la República Centroafricana, convirtiéndose en jefe del Banco Popular de África Central y Marroquí. Luego se retiró.
A pesar de no tener experiencia política, fue nombrado primer ministro por el presidente François Bozizé el 12 de diciembre de 2003, en reemplazo de Abel Goumba, quien a su vez fue nombrado vicepresidente. En una reorganización del gobierno el 2 de septiembre de 2004, Gaombalet siguió siendo primer ministro, mientras que el número de ministros se redujo de 28 a 24. En las elecciones parlamentarias de 2005, fue elegido para la Asamblea Nacional como diputado por Bambari. En la apertura de la Asamblea, fue elegido presidente de la misma el 7 de junio de 2005, recibiendo 78 votos contra 18 que recibió Luc Apollinaire Dondon Konamabaye, quien anteriormente había ocupado el cargo bajo la presidencia de Ange-Félix Patassé. Gaombalet renunció como primer ministro el 11 de junio y fue reemplazado por Élie Doté el 13 de junio.
En las elecciones parlamentarias de 2011, fue reelegido para la Asamblea Nacional y posteriormente también reelegido como presidente de la Asamblea.